# لیتلراک (واشینگتن)
لیتلراک (به انگلیسی: Littlerock) یک منطقهٔ مسکونی در ایالات متحده آمریکا است که در شهرستان تورستن، واشینگتن واقع شده‌است. لیتلراک ۴۳٫۸۹ متر بالاتر از سطح دریا واقع شده‌است.